# Roberta Brunello
 Roberta Brunello (née le 18 mars 1991 à Rogno, dans la province de Bergame, en Lombardie) est une joueuse d'échecs italienne.

## Biographie
Roberta Brunello est la sœur de Marina Brunello et de Sabino Brunello, également joueurs d'échecs. Elle a été championne d'échecs féminine d'Italie en 2006.
Son classement Elo est de 1 939 en juillet 2008.